# Saint-Jean-des-Ollières
Saint-Jean-des-Ollières é uma comuna francesa na região administrativa de Auvérnia-Ródano-Alpes, no departamento Puy-de-Dôme. Estende-se por uma área de 19,11 km². Em 2010 a comuna tinha 451 habitantes (densidade: 23,6 hab./km²).